# Parascolopsis tosensis
Parascolopsis tosensis är en fiskart som först beskrevs av Kamohara, 1938.  Parascolopsis tosensis ingår i släktet Parascolopsis och familjen Nemipteridae. Inga underarter finns listade i Catalogue of Life.